# Mikófalva
Mikófalva è un comune dell'Ungheria di 818 abitanti (dati 2001). È situato nella contea di Heves.